# Werner Köddermann
Werner Köddermann (* 1. Oktober 1946) ist ein ehemaliger deutscher Fußballspieler. Der Torwart hat in der Saison 1967/68 bei Borussia Dortmund fünf Spiele in der Fußball-Bundesliga absolviert.

## Karriere
Werner Köddermann spielte beim BVB bereits in der Jugend und wurde im April 1962 zweimal vom DFB in der Schülernationalmannschaft in den Länderspielen gegen England (2:1) und Wales (0:0) eingesetzt. Zur Saison 1967/68 wurde er gemeinsam mit Horst Koschmieder von der Amateurmannschaft in den Lizenzspielerkader übernommen, als Hans Tilkowski zu Eintracht Frankfurt gewechselt war. Der junge Torhüter aus den eigenen Reihen war die Vertretung für Stammkeeper Bernhard Wessel. Als weitere Neuzugänge kamen zum Team von Trainer Heinz Murach noch Klaus Brakelmann und Josef Hofmeister. Im Januar 1968 debütierte Köddermann in einem Heimspiel gegen den MSV Duisburg bei einem 4:3-Erfolg in der Bundesliga. Die Abwehr wurde dabei von Gerd Peehs, Theo Redder, Dieter Kurrat, Rudi Assauer und Wilhelm Sturm gebildet. Es folgten unmittelbar die zwei weiteren Einsätze gegen Alemannia Aachen (0:3) und der 3:1-Heimerfolg am 20. Januar gegen Hannover 96, wo mit Gerhard Cyliax und Wolfgang Paul zwei weitere Defensivakteure mitwirkten. Im vierten Bundesligaeinsatz verlor er mit Dortmund mit 1:4 bei Eintracht Frankfurt, ehe er mit dem fünften Ligaspiel am 23. März 1968, einem 3:1-Erfolg gegen Borussia Mönchengladbach, sein letztes Bundesligaspiel bestritt. Alle fünf Spiele absolvierte er unter Trainer Murach; als dieser ab dem 18. April 1968 durch Oswald Pfau abgelöst wurde, kam er zu keinem Einsatz mehr. Köddermann kam in fünf Bundesligaspielen für Dortmund zum Einsatz und erhielt in diesen zwölf Gegentore, dennoch beendete die Borussia drei dieser fünf Spiele siegreich. Am 28. Januar 1968 stand er auch beim DFB-Pokalspiel gegen den VfB Oldenburg (3:2) im Tor von Dortmund. Zur Saison 1968/69 verpflichtete Dortmund mit Klaus Günther einen weiteren Torhüter und Köddermann schloss sich in der zweitklassigen Regionalliga West Eintracht Gelsenkirchen an, wo auch Trainer Murach gelandet war.
Am zweiten Rundenspieltag, den 25. August 1968, bei einem 3:1-Auswärtserfolg bei Viktoria Köln, debütierte der Dortmunder in der Regionalliga West. Er absolvierte 17 Ligaspiele bei der Eintracht, stieg aber an der Seite von Mitspielern wie Günter Schwaba, Werner Kontny, Willi Koslowski und Wolfgang Thier in das Amateurlager ab. Die leistungsmindernden Umstände um die Personalie Willi Kraus und die Abzüge von sechs Punkten wegen der Mitwirkung des Spielers bei den Erfolgen gegen Eintracht Duisburg (2:1), Viktoria Köln (3:1) und TSV Marl-Hüls (4:0) waren maßgeblich für den Abstieg von Eintracht Gelsenkirchen.